# اسویلین روسینوف
اسویلین روسینوف (بلغاری: Свилен Алдинов Русинов؛ زادهٔ ۲۹ فوریهٔ ۱۹۶۴) بوکسور اهل بلغارستان است.